# Beni culturali di importanza nazionale e regionale nel canton Appenzello Esterno
Questa lista contiene tutti i beni culturali di importanza nazionale (classe A) e regionale (classe B) del canton Appenzello Esterno ricavato dall'Inventario dei beni culturali svizzeri d'importanza nazionale e regionale (revisione del 2021). È ordinato per comune e contiene 294 edifici singoli, 12 collezioni e 4 beni archeologici.

## Beni culturali di importanza nazionale (Classe A)

### Gais
| Num. KGS | Immagine | Nome                                                                                          | Indirizzo     | Tipo     | Coordinate             |
| -------- | -------- | --------------------------------------------------------------------------------------------- | ------------- | -------- | ---------------------- |
| 407      |          | Haus zum Neuen Ochsen (Casa del bue nuovo)                                                    | Dorfplatz 14  | Edificio | 47.362775°N 9.45458°E  |
| 408      |          | Gasthof Krone (Locanda Corona)                                                                | Dorfplatz 6   | Edificio | 47.362467°N 9.453655°E |
| 409      |          | Reformierte Kirche (Chiesa riformata)                                                         | Dorfplatz     | Edificio | 47.362257°N 9.454878°E |
| 411      |          | Ehemaliges Kaufmannshaus Gruber (Ex casa del mercante Gruber)                                 | Schwantlern 5 | Edificio | 47.36301°N 9.455013°E  |
| 9908     |          | Gasthaus zum Falken (Locanda al falco)                                                        | Dorfplatz 15  | Edificio | 47.362745°N 9.454711°E |
| 9909     |          | Bauernhaus Ballmoos mit Kornspeicher und Scheune (Casa rurale Ballmoos con granaio e fienile) | Ballmoos 747  | Edificio | 47.362833°N 9.489065°E |

### Heiden
| Num. KGS | Immagine | Nome                                               | Indirizzo              | Tipo       | Coordinate             |
| -------- | -------- | -------------------------------------------------- | ---------------------- | ---------- | ---------------------- |
| 9031     |          | Schwimm- und Sonnenbad (Piscina e solarium)        | Kohlplatz 966          | Edificio   | 47.442159°N 9.535356°E |
| 9164     |          | Historisches Archiv Sefar (Archivio storico Sefar) | Hinterbissaustrasse 25 | Collezione | 47.437716°N 9.533258°E |

### Herisau
| Num. KGS | Immagine | Nome                                                                                        | Indirizzo                  | Tipo              | Coordinate             |
| -------- | -------- | ------------------------------------------------------------------------------------------- | -------------------------- | ----------------- | ---------------------- |
| 432      |          | Wetterhaus (Casa Wetter)                                                                    | Platz 12                   | Edificio          | 47.385774°N 9.278758°E |
| 434      |          | Reformierte Kirche (Chiesa riformata)                                                       | Platz 1a                   | Edificio          | 47.385863°N 9.279344°E |
| 435      |          | Kantonales Regierungsgebäude (Palazzo del governo cantonale)                                | Obstmarkt 3                | Edificio          | 47.385417°N 9.279726°E |
| 443      |          | Rosenburg                                                                                   |                            | Edificio          | 47.388444°N 9.254421°E |
| 445      |          | Walsersches Doppelhaus                                                                      | Platz 1, 2                 | Edificio          | 47.386139°N 9.278995°E |
| 5285     |          | Sittertobel-Brückenlandschaft mit Eisenbahnbrücken BT und SBB (assieme a Stein e San Gallo) |                            | Edificio          | 47.400484°N 9.324994°E |
| 8500     |          | Historisches Museum                                                                         | Oberdorfstrasse (Platz) 2a | Collezione        | 47.385501°N 9.278973°E |
| 8787     |          | Staatsarchiv Appenzell Ausserrhoden (Archivio di stato del cantone d'Appenzello Esterno)    | Schützenstrasse 1A         | Bene archeologico | 47.388264°N 9.280566°E |
| 9037     |          | Schwarzes Haus (Casa nera)                                                                  | Cilanderstrasse 5          | Edificio          | 47.385902°N 9.273516°E |
| 9094     |          | Zeughaus Ebnet                                                                              | Schützenstrasse 1          | Edificio          | 47.388192°N 9.281146°E |
| 10418    |          | «Altes Rathaus» Schwänberg                                                                  | Schwänberg 2683            | Edificio          | 47.394145°N 9.239671°E |
| 11802    |          | Rutenkaminhaus                                                                              | Schwänberg                 | Edificio          | 47.393443°N 9.239117°E |

### Speicher
| Num. KGS | Immagine | Nome                        | Indirizzo  | Tipo     | Coordinate             |
| -------- | -------- | --------------------------- | ---------- | -------- | ---------------------- |
| 491      |          | Ehemaliges Haus Zuberbühler | Oberdorf 2 | Edificio | 47.411532°N 9.441012°E |

### Stein
| Num. KGS | Immagine | Nome                                                                                          | Indirizzo | Tipo       | Coordinate             |
| -------- | -------- | --------------------------------------------------------------------------------------------- | --------- | ---------- | ---------------------- |
| 5291     |          | Sittertobel Brückenlandschaft mit Eisenbahnbrücken BT und SBB (assieme a Herisau e San Gallo) |           | Edificio   | 47.400484°N 9.324994°E |
| 8572     |          | Appenzeller Volkskunde-Museum (Museo del folclore dell'Appenzello)                            | Dorf 821  | Collezione | 47.372958°N 9.344495°E |
| 10511    |          | Gmündertobel-Brücke (assieme a Teufen)                                                        |           | Edificio   | 47.387805°N 9.348139°E |

### Teufen
| Num. KGS | Immagine | Nome                                  | Indirizzo | Tipo     | Coordinate             |
| -------- | -------- | ------------------------------------- | --------- | -------- | ---------------------- |
| 9074     |          | Gmündertobel-Brücke (assieme a Stein) |           | Edificio | 47.387805°N 9.348139°E |

### Trogen
| Num. KGS | Immagine | Nome                                                                                  | Indirizzo               | Tipo       | Coordinate             |
| -------- | -------- | ------------------------------------------------------------------------------------- | ----------------------- | ---------- | ---------------------- |
| 525      |          | Pfarr- und Gemeindehaus (ehemaliger Herrensitz)                                       | Landsgemeindeplatz 1    | Edificio   | 47.407705°N 9.464949°E |
| 526      |          | Reformierte Kirche (Chiesa riformata)                                                 | Landsgemeindeplatz      | Edificio   | 47.408238°N 9.465367°E |
| 527      |          | Rathaus                                                                               | Landsgemeindeplatz 2    | Edificio   | 47.407881°N 9.465181°E |
| 528      |          | Zellwegerscher Doppelpalast                                                           | Landsgemeindeplatz 5, 6 | Edificio   | 47.408126°N 9.465031°E |
| 529      |          | Fünfeckpalast                                                                         | Landsgemeindeplatz 7    | Edificio   | 47.408319°N 9.464323°E |
| 532      |          | Ehemaliges Haus Zellweger                                                             | Landsgemeindeplatz 4    | Edificio   | 47.408109°N 9.465508°E |
| 536      |          | Gasthaus zur Krone                                                                    | Landsgemeindeplatz 3    | Edificio   | 47.407968°N 9.46533°E  |
| 537      |          | Ehemaliges Haus Tobler am Berg                                                        | Bergweg 1               | Edificio   | 47.407648°N 9.464125°E |
| 544      |          | Ehemaliges Mädchenkonvikt                                                             | Landsgemeindeplatz 10   | Edificio   | 47.407781°N 9.464223°E |
| 545      |          | Sonnenhof                                                                             | Bühlerstrasse 1         | Edificio   | 47.407276°N 9.4648°E   |
| 9323     |          | Kantonsbibliothek Appenzell Ausserrhoden (Biblioteca cantonale di Appenzello Esterno) | Landsgemeindeplatz 7    | Collezione | 47.408319°N 9.464323°E |

### Urnäsch
| Num. KGS | Immagine | Nome                                                                     | Indirizzo      | Tipo       | Coordinate             |
| -------- | -------- | ------------------------------------------------------------------------ | -------------- | ---------- | ---------------------- |
| 552      |          | Wohnhaus mit Mühle                                                       | Müllstatt 1017 | Edificio   | 47.328401°N 9.292829°E |
| 8507     |          | Appenzeller Brauchtumsmuseum (Museo degli usi e costumi dell'Appenzello) | Dorfplatz 6    | Collezione | 47.317297°N 9.282851°E |

### Wolfhalden
| Num. KGS | Immagine | Nome                             | Indirizzo | Tipo     | Coordinate             |
| -------- | -------- | -------------------------------- | --------- | -------- | ---------------------- |
| 571      |          | Alte Mühle Wolfhalden mit Remise | Tobel 131 | Edificio | 47.444768°N 9.537846°E |

## Beni culturali di importanza regionale (Classe B)

### Bühler
| Num. KGS | Immagine | Nome                                             | Indirizzo           | Tipo     | Coordinate             |
| -------- | -------- | ------------------------------------------------ | ------------------- | -------- | ---------------------- |
| 401      |          | Fabrikgebäude (Edificio industriale)             | Austrasse 26        | Edificio | 47.375229°N 9.402244°E |
| 404      |          | Reformierte Kirche (Chiesa riformata)            | Oberdorf 2          | Edificio | 47.373414°N 9.425778°E |
| 11290    |          | Ehemalige Schmiede (Antica fucina)               | Gern 23             | Edificio | 47.383525°N 9.429507°E |
| 11303    |          | Bauernhaus (Casa rurale)                         | Oberer Roggenhalm 3 | Edificio | 47.381467°N 9.434596°E |
| 11304    |          | Doppelheidenhaus ("Casa dei pagani" bifamiliare) | Chellenweid 2       | Edificio | 47.369359°N 9.423005°E |
| 14840    |          | Bauernhaus (Casa rurale)                         | Nord 72             | Edificio | 47.376717°N 9.410497°E |
| 14841    |          | Fabrikgebäude (Edificio industriale)             | Austrasse 23        | Edificio | 47.375199°N 9.402945°E |
| 14842    |          | Fabrikgebäude (Edificio industriale)             | Austrasse 25        | Edificio | 47.375085°N 9.402768°E |
| 14843    |          | Fabrikgebäude (Edificio industriale)             | Austrasse 27        | Edificio | 47.374862°N 9.402641°E |

### Gais
| Num. KGS | Immagine | Nome                                                                | Indirizzo        | Tipo       | Coordinate             |
| -------- | -------- | ------------------------------------------------------------------- | ---------------- | ---------- | ---------------------- |
| 11306    |          | Bauernhaus (Casa rurale)                                            | Buchen 2         | Edificio   | 47.361179°N 9.457353°E |
| 11307    |          | Bauernhaus (Casa rurale)                                            | Zwislenstrasse 1 | Edificio   | 47.359384°N 9.453962°E |
| 11308    |          | Heidenhaus (Casa dei pagani)                                        | Hebrig 469       | Edificio   | 47.362119°N 9.464248°E |
| 11309    |          | Bauernhaus (Casa rurale)                                            | Luser 592        | Edificio   | 47.367182°N 9.451555°E |
| 11311    |          | Doppelhaus (Casa bifamiliare)                                       | Schlipf 672, 674 | Edificio   | 47.371396°N 9.471422°E |
| 11313    |          | Wirtshaus (Osteria)                                                 | Stoss 762        | Edificio   | 47.361229°N 9.49479°E  |
| 11314    |          | Schlachtkapelle (Cappella della battaglia)                          | Stoss 771.1      | Edificio   | 47.361032°N 9.494703°E |
| 11315    |          | Schlachtdenkmal (Monumento della battaglia)                         | Stoss            | Edificio   | 47.361771°N 9.496638°E |
| 11316    |          | Bauernhaus (Casa rurale)                                            | Strahlholz 556   | Edificio   | 47.366587°N 9.433509°E |
| 14845    |          | Heidenhaus (Casa dei pagani)                                        | Ballmoos 748     | Edificio   | 47.362895°N 9.489636°E |
| 14846    |          | Museum am Dorfplatz Gais (Museo nella piazza del villaggio di Gais) | Dorfplatz 2      | Collezione | 47.362215°N 9.454175°E |
| 14847    |          | Tätschdachhaus (Casa con tetto a capanna a falde piane)             | Riesern 611      | Edificio   | 47.36341°N 9.451188°E  |

### Grub
| Num. KGS | Immagine | Nome                                                      | Indirizzo           | Tipo     | Coordinate             |
| -------- | -------- | --------------------------------------------------------- | ------------------- | -------- | ---------------------- |
| 416      |          | Bauernhaus (Casa rurale)                                  | Halten 118          | Edificio | 47.442509°N 9.496366°E |
| 417      |          | Bauernhaus (Casa rurale)                                  | Unterlenden 99      | Edificio | 47.443763°N 9.500725°E |
| 418      |          | Bauernhaus (Casa rurale)                                  | Hartmannsrüti 226   | Edificio | 47.443314°N 9.509739°E |
| 420      |          | Reformierte Kirche (Chiesa riformata)                     | Dorf 70             | Edificio | 47.448387°N 9.509286°E |
| 11319    |          | Bauernhaus (Casa rurale)                                  | Ebni 27             | Edificio | 47.448131°N 9.515563°E |
| 11320    |          | Bienenhaus (Alveare)                                      | Frauenrüti 10.1     | Edificio | 47.449745°N 9.522815°E |
| 11322    |          | Bauernhaus (Casa rurale)                                  | Riemen 137          | Edificio | 47.440416°N 9.487546°E |
| 11324    |          | Bauernhaus (Casa rurale)                                  | Unterlenden 516-518 | Edificio | 47.443838°N 9.501019°E |
| 14848    |          | Bauernhaus (Casa rurale)                                  | Halten 125          | Edificio | 47.441914°N 9.494367°E |
| 14849    |          | Weberhaus (Casa del tessitore)                            | Halten 110          | Edificio | 47.442768°N 9.498458°E |
| 14850    |          | Weberhaus (Casa del tessitore)                            | Hartmannsrüti 227   | Edificio | 47.443433°N 9.510075°E |
| 14851    |          | Wohnhaus mit Sticklokal (Abitazione con locale di ricamo) | Halten 127          | Edificio | 47.44207°N 9.4942°E    |

### Heiden
| Num. KGS | Immagine | Nome                                              | Indirizzo          | Tipo       | Coordinate             |
| -------- | -------- | ------------------------------------------------- | ------------------ | ---------- | ---------------------- |
| 430      |          | Ehemaliges Weinbauernhaus (Ex casa dei vignaioli) | Schwendi 1         | Edificio   | 47.461923°N 9.533057°E |
| 11326    |          | Bauernhaus (Casa rurale)                          | Benzenrüti 16      | Edificio   | 47.443843°N 9.521855°E |
| 11327    |          | Ehemaliges Bürgerheim (Ex ospizio comunale)       | Bischofsberg (409) | Edificio   | 47.433186°N 9.534525°E |
| 11332    |          | Bauernhaus mit Stall (Casa rurale con stalla)     | Gmeindweg 6        | Edificio   | 47.450889°N 9.535726°E |
| 11335    |          | Ehemaliges Waisenhaus (Ex orfanotrofio)           | Bischofsberg 408   | Edificio   | 47.434645°N 9.536399°E |
| 11344    |          | Doppelbauernhaus (Casa rurale bifamiliare)        | Schlipf 103, 104   | Edificio   | 47.453535°N 9.534159°E |
| 11345    |          | Bauernhaus (Casa rurale)                          | Im Stöckli 1       | Edificio   | 47.451204°N 9.538657°E |
| 11346    |          | Doppel-Gadenhaus                                  | Wässern 440, 441   | Edificio   | 47.429673°N 9.536707°E |
| 11348    |          | Fabrikantenhaus (Casa degli industriali)          | Unterrechstein 8   | Edificio   | 47.434295°N 9.52042°E  |
| 14852    |          | Bauernhaus (Casa rurale)                          | Benzenrüti 1       | Edificio   | 47.442537°N 9.520888°E |
| 14853    |          | Bauernhaus (Casa rurale)                          | Benzenrüti 8       | Edificio   | 47.443042°N 9.522341°E |
| 14854    |          | Ehemaliges Bauernhaus (Ex casa rurale)            | Schwendi (1914)    | Edificio   | 47.461561°N 9.532631°E |
| 14855    |          | Gerätehaus (Magazzino degli attrezzi)             | Schlipf 107.1      | Edificio   | 47.45331°N 9.534177°E  |
| 14856    |          | Henry-Dunant-Museum (Museo Henry Dunant)          | Asylstrasse 2      | Collezione | 47.443373°N 9.531398°E |
| 14857    |          | Museum Heiden (Museo di Heiden)                   | Kirchplatz 5       | Collezione | 47.444591°N 9.534682°E |

### Herisau
| Num. KGS | Immagine | Nome                                                               | Indirizzo                  | Tipo              | Coordinate             |
| -------- | -------- | ------------------------------------------------------------------ | -------------------------- | ----------------- | ---------------------- |
| 440      |          | Wirtshaus Bären                                                    | Sturzenegg 2156            | Edificio          | 47.395826°N 9.320987°E |
| 442      |          | Rosenberg, mittelalterliche Burgruine                              | Rosenberg                  | Bene archeologico | 47.396372°N 9.282118°E |
| 444      |          | Urstein, mittelalterliche Burgruine                                | Urstein                    | Bene archeologico | 47.385376°N 9.324035°E |
| 448      |          | Ehemalige Villa Buff am Nieschberg                                 | Nieschbergstrasse 2346     | Edificio          | 47.372652°N 9.276212°E |
| 461      |          | Gedeckte Holzbrücke über den Wissenbach (condiviso con Flawil, SG) | Schwänberg                 | Edificio          | 47.39172°N 9.232488°E  |
| 11487    |          | Bauernhaus (Casa rurale)                                           | Ädelswil 2430              | Edificio          | 47.36211°N 9.259655°E  |
| 11490    |          | Bauernhaus (Casa rurale)                                           | Baldenwil 2607             | Edificio          | 47.382261°N 9.225719°E |
| 11541    |          | Bauernhaus (Casa rurale)                                           | Ufem Berg 2176             | Edificio          | 47.391412°N 9.309199°E |
| 11543    |          | Bauernhaus (Casa rurale)                                           | Dietelswil 2411            | Edificio          | 47.369793°N 9.265347°E |
| 11545    |          | Bauernhaus (Casa rurale)                                           | Engelen 2138               | Edificio          | 47.394777°N 9.315266°E |
| 11546    |          | Bauernhaus (Casa rurale)                                           | Hinterhof 2261             | Edificio          | 47.377955°N 9.316223°E |
| 11548    |          | Bauernhaus (Casa rurale)                                           | Mösli 2663                 | Edificio          | 47.39657°N 9.248021°E  |
| 11549    |          | Bauernhaus (Casa rurale)                                           | Schochenberg 2832          | Edificio          | 47.398679°N 9.266616°E |
| 11552    |          | Bauernhaus (Casa rurale)                                           | Sturzenegg 2154            | Edificio          | 47.397639°N 9.322376°E |
| 11553    |          | Ehemalige Mühle                                                    | Zellersmüli 2807           | Edificio          | 47.398619°N 9.257895°E |
| 14858    |          | Bauernhaus (Casa rurale)                                           | Dietelswil 2410            | Edificio          | 47.370851°N 9.267237°E |
| 14860    |          | Bauernhaus (Casa rurale)                                           | Halden 2274                | Edificio          | 47.37178°N 9.310907°E  |
| 14862    |          | Bauernhaus (Casa rurale)                                           | Schwellbrunnerstrasse 2422 | Edificio          | 47.365455°N 9.258617°E |
| 14863    |          | Gasthaus mit Bäckerei                                              | Buechschachen 2227         | Edificio          | 47.382476°N 9.311508°E |
| 14864    |          | Turbinenhäuschen                                                   | Schwänberg 2692.1          | Edificio          | 47.391573°N 9.232642°E |
| 14865    |          | Wohnhaus                                                           | Hinterhof 2240             | Edificio          | 47.380798°N 9.315118°E |
| 14867    |          | Wohnhaus                                                           | Schochenberg 2827          | Edificio          | 47.398797°N 9.267137°E |
| 14868    |          | Wohnheim                                                           | Baldenwil 2599             | Edificio          | 47.383617°N 9.227049°E |

### Hundwil
| Num. KGS | Immagine | Nome                         | Indirizzo     | Tipo     | Coordinate             |
| -------- | -------- | ---------------------------- | ------------- | -------- | ---------------------- |
| 464      |          | Heidenhaus (Casa dei pagani) | Tobel 72      | Edificio | 47.363259°N 9.312646°E |
| 465      |          | «Roothus»                    | Moos 101      | Edificio | 47.370018°N 9.32136°E  |
| 11362    |          | Bauernhaus (Casa rurale)     | Auen 335      | Edificio | 47.353537°N 9.300164°E |
| 11364    |          | Fabrikantenhaus              | Bleiche 86    | Edificio | 47.366875°N 9.313197°E |
| 11365    |          | Kleinbauernhaus              | Gapf 88       | Edificio | 47.367721°N 9.31377°E  |
| 11368    |          | Bauernhaus (Casa rurale)     | Schmitten 95  | Edificio | 47.367349°N 9.321702°E |
| 11370    |          | Bauernhaus (Casa rurale)     | Sonder 168    | Edificio | 47.362985°N 9.331599°E |
| 11371    |          | Wohnhaus                     | Spitzböhl 464 | Edificio | 47.333132°N 9.294066°E |

### Lutzenberg
| Num. KGS | Immagine                         | Nome                      | Indirizzo           | Tipo     | Coordinate             |
| -------- | -------------------------------- | ------------------------- | ------------------- | -------- | ---------------------- |
| 469      |                                  | Ehemalige Stickereifabrik | Dorfhalde 140       | Edificio | 47.46336°N 9.567649°E  |
| 11381    |                                  | Villa Bildschachen        | Haufen 201          | Edificio | 47.460206°N 9.56942°E  |
| 11382    |                                  | Doppelwohnhaus            | Brenden 330, 331    | Edificio | 47.45902°N 9.583395°E  |
| 11383    |                                  | Doppelwohnhaus            | Gitzbüchel 193, 194 | Edificio | 47.460176°N 9.572496°E |
| 11384    |                                  | Bauernhaus mit Saal       | Hellbüchel 259      | Edificio | 47.458626°N 9.566279°E |
| 11385    |                                  | Doppelwohnhaus            | Haufen 240          | Edificio | 47.461273°N 9.564195°E |
| 11386    |                                  | Ehemaliger Rebbauernhof   | Hof 170             | Edificio | 47.462339°N 9.577147°E |
| 11387    |                                  | Wohnhaus mit Stadel       | Oberhaufen 264, 265 | Edificio | 47.459002°N 9.569783°E |
| 11388    |                                  | Wohnhaus                  | Vorderbrenden 361   | Edificio | 47.45819°N 9.586426°E  |
| 11389    |                                  | Wohnhaus                  | Wienacht 2          | Edificio | 47.464354°N 9.533445°E |
| 11390    |                                  | Bauernhaus (Casa rurale)  | Tobelmüli 126       | Edificio | 47.462766°N 9.563287°E |
| 14869    |                                  | Herrschaftsgebäude        | Dorfhalde 138       | Edificio | 47.463284°N 9.567367°E |
| 14870    |                                  | Kunstatelier              | Dorfhalde 152.1     | Edificio | 47.462901°N 9.571106°E |
| 14871    | [[File:\|centro\|senza_cornice]] | Pavillon                  | Dorfhalde 148.1     | Edificio | 47.461951°N 9.570883°E |
| 14872    |                                  | Remise                    | Dorfhalde 139       | Edificio | 47.463191°N 9.567536°E |
| 14873    |                                  | Villa Streichenberg       | Dorfhalde 146       | Edificio | 47.463253°N 9.570524°E |
| 14874    |                                  | Wohnhaus                  | Dorfhalde 150       | Edificio | 47.462937°N 9.571559°E |
| 14875    |                                  | Wohnhaus                  | Tobel 112           | Edificio | 47.465707°N 9.544165°E |

### Rehetobel
| Num. KGS | Immagine | Nome                        | Indirizzo                    | Tipo       | Coordinate             |
| -------- | -------- | --------------------------- | ---------------------------- | ---------- | ---------------------- |
| 470      |          | Gedeckte Holzbrücke         | Achmüli                      | Edificio   | 47.420801°N 9.458475°E |
| 471      |          | Bauernhaus (Casa rurale)    | Michlenberg 3                | Edificio   | 47.42203°N 9.477664°E  |
| 473      |          | Bäuerliches Fabrikantenhaus | Lobenschwendistrasse 16      | Edificio   | 47.420624°N 9.468079°E |
| 474      |          | Bäuerliches Fabrikantenhaus | Städeli 1                    | Edificio   | 47.424335°N 9.488212°E |
| 476      |          | Reformierte Kirche          | St. Gallerstrasse (Dorf) 1   | Edificio   | 47.426241°N 9.482731°E |
| 477      |          | Wirtshaus zum Bären         | Robach 25                    | Edificio   | 47.431402°N 9.467084°E |
| 11391    |          | Bauernhaus (Casa rurale)    | Ettenberg 8                  | Edificio   | 47.433258°N 9.487336°E |
| 11393    |          | Bauernhaus (Casa rurale)    | Lochersebni 5                | Edificio   | 47.424126°N 9.496464°E |
| 11394    |          | Bauernhaus (Casa rurale)    | Nasen 16                     | Edificio   | 47.423428°N 9.503278°E |
| 11395    |          | Bauernhaus (Casa rurale)    | Nord 5                       | Edificio   | 47.43343°N 9.478101°E  |
| 14876    |          | Bäuerliches Fabrikantenhaus | Unterer Michlenberg 7, 9     | Edificio   | 47.421449°N 9.47796°E  |
| 14877    |          | Bauernhaus (Casa rurale)    | Unterer Michlenberg 10, (15) | Edificio   | 47.421379°N 9.478328°E |
| 14878    |          | Ehemaliges Weberhaus        | Unterer Michlenberg 5        | Edificio   | 47.421389°N 9.477759°E |
| 14879    |          | Ehemaliges Weberhöckli      | Städeli 3                    | Edificio   | 47.424343°N 9.488823°E |
| 14880    |          | Wohnhaus                    | Robach 22                    | Edificio   | 47.431626°N 9.467637°E |
| 16662    |          | Velomuseum Rehetobel        | Heidenerstrasse 4            | Collezione | 47.42579°N 9.485312°E  |

### Reute
| Num. KGS | Immagine | Nome                       | Indirizzo              | Tipo     | Coordinate             |
| -------- | -------- | -------------------------- | ---------------------- | -------- | ---------------------- |
| 480      |          | Bauernhaus (Casa rurale)   | Rohnen 18              | Edificio | 47.423551°N 9.56599°E  |
| 482      |          | Reformierte Kirche         | Kirchenstrasse 3       | Edificio | 47.420078°N 9.575224°E |
| 11401    |          | Bauernhaus (Casa rurale)   | Litenstrasse 12        | Edificio | 47.418834°N 9.574869°E |
| 11403    |          | Bauernhaus (Casa rurale)   | Gern 7                 | Edificio | 47.419884°N 9.563775°E |
| 11404    |          | Bauernhaus (Casa rurale)   | Hirschberg 8           | Edificio | 47.428148°N 9.555713°E |
| 11405    |          | Bauernhaus (Casa rurale)   | Schwellmühlestrasse 55 | Edificio | 47.417649°N 9.564468°E |
| 11406    |          | Bauernhaus (Casa rurale)   | Rickenbach 4           | Edificio | 47.423966°N 9.557111°E |
| 11407    |          | Bauernhaus (Casa rurale)   | Säge 7                 | Edificio | 47.420438°N 9.559131°E |
| 11409    |          | Bauernhaus (Casa rurale)   | Schwendi 8             | Edificio | 47.425527°N 9.572022°E |
| 11410    |          | Ehemaliges Restaurant Rose | Steingocht 7           | Edificio | 47.415798°N 9.578485°E |
| 14881    |          | Bauernhaus (Casa rurale)   | Oberer Rickenbach 3    | Edificio | 47.422745°N 9.556452°E |
| 14882    |          | Bauernhaus (Casa rurale)   | Rohnen 39              | Edificio | 47.423975°N 9.565927°E |
| 14883    |          | Bauernhaus (Casa rurale)   | Rohnen 41              | Edificio | 47.42434°N 9.566088°E  |
| 14884    |          | Bauernhaus (Casa rurale)   | Schwendi 6             | Edificio | 47.425496°N 9.571742°E |

### Schönengrund
| Num. KGS | Immagine | Nome                     | Indirizzo   | Tipo     | Coordinate             |
| -------- | -------- | ------------------------ | ----------- | -------- | ---------------------- |
| 483      |          | Reformierte Kirche       | Dorf 1      | Edificio | 47.325799°N 9.226274°E |
| 484      |          | Ehemaliges Bad Bruggli   | Bruggli 111 | Edificio | 47.315031°N 9.227342°E |
| 11414    |          | Bauernhaus (Casa rurale) | Scheibe 156 | Edificio | 47.325676°N 9.235347°E |
| 14885    |          | Bauernhaus (Casa rurale) | Blatten 165 | Edificio | 47.32731°N 9.240166°E  |

### Schwellbrunn
| Num. KGS | Immagine | Nome                     | Indirizzo       | Tipo     | Coordinate             |
| -------- | -------- | ------------------------ | --------------- | -------- | ---------------------- |
| 488      |          | Bauernhaus (Casa rurale) | Brisig 213      | Edificio | 47.346013°N 9.264836°E |
| 489      |          | Reformierte Kirche       | Dorf 1.1        | Edificio | 47.352134°N 9.249226°E |
| 11421    |          | Bauernhaus (Casa rurale) | Vordere Au 487  | Edificio | 47.365003°N 9.230529°E |
| 11422    |          | Bauernhaus (Casa rurale) | Nord 612        | Edificio | 47.359645°N 9.221571°E |
| 11423    |          | Gasthaus                 | Untere Müli 505 | Edificio | 47.368148°N 9.222094°E |
| 11424    |          | Wohnhaus                 | Sonder 617      | Edificio | 47.365191°N 9.21781°E  |
| 14887    |          | Bauernhaus (Casa rurale) | Brisig 212      | Edificio | 47.345805°N 9.264379°E |
| 14888    |          | Bauernhaus (Casa rurale) | Dietenberg 457  | Edificio | 47.369523°N 9.236654°E |
| 14889    |          | Bauernhaus (Casa rurale) | Rotschwendi 194 | Edificio | 47.345911°N 9.259922°E |

### Speicher
| Num. KGS | Immagine | Nome                                      | Indirizzo         | Tipo     | Coordinate             |
| -------- | -------- | ----------------------------------------- | ----------------- | -------- | ---------------------- |
| 11425    |          | Reformierte Kirche                        | Dorf 1            | Edificio | 47.413112°N 9.442781°E |
| 11429    |          | Bauernhaus (Casa rurale)                  | Au 16             | Edificio | 47.427452°N 9.437156°E |
| 11430    |          | Bauernhaus (Casa rurale)                  | Birtweg 2         | Edificio | 47.413714°N 9.436084°E |
| 11431    |          | Bauernhaus (Casa rurale)                  | Gern 3            | Edificio | 47.413444°N 9.452138°E |
| 11434    |          | Weberhaus                                 | Haldenstrasse 25  | Edificio | 47.427612°N 9.450221°E |
| 11437    |          | Wohnhaus                                  | Kohlhalden 60     | Edificio | 47.421238°N 9.450975°E |
| 11438    |          | Bauernhaus (Casa rurale)                  | Neppenegg 21      | Edificio | 47.393785°N 9.447499°E |
| 11441    |          | Bauernhaus (Casa rurale)                  | Sonnhalden 467    | Edificio | 47.39582°N 9.436526°E  |
| 11442    |          | Weberhaus                                 | Sumpf 1           | Edificio | 47.431393°N 9.444398°E |
| 11444    |          | Bauernhaus (Casa rurale)                  | Unter Bendlehn 55 | Edificio | 47.408861°N 9.453926°E |
| 14890    |          | Bauernhaus (Casa rurale)                  | Gern 19           | Edificio | 47.417297°N 9.459747°E |
| 14891    |          | Ehemaliges Kurhaus                        | Birt 519          | Edificio | 47.411886°N 9.433046°E |
| 14892    |          | Schützenhaus                              | Birtweg           | Edificio | 47.413506°N 9.436169°E |
| 14893    |          | Tätschdachhaus                            | Birtweg 1         | Edificio | 47.41442°N 9.436879°E  |
| 14894    |          | Weberhaus                                 | Gern 21           | Edificio | 47.417034°N 9.459883°E |
| 17224    |          | Gedeckte Holzbrücke (assieme a Rehetobel) | Oberach           | Edificio | 47.420801°N 9.458475°E |

### Stein
| Num. KGS | Immagine | Nome                     | Indirizzo      | Tipo     | Coordinate             |
| -------- | -------- | ------------------------ | -------------- | -------- | ---------------------- |
| 500      |          | Bauernhaus Burg          | Sonder 238     | Edificio | 47.362914°N 9.337621°E |
| 11446    |          | Reformierte Kirche       | Dorf 14        | Edificio | 47.374987°N 9.34368°E  |
| 11451    |          | Bauernhaus (Casa rurale) | Oberhaus 1     | Edificio | 47.374629°N 9.341879°E |
| 11452    |          | Bauernhaus (Casa rurale) | Horgenbühl 121 | Edificio | 47.368364°N 9.349734°E |
| 11454    |          | Heidenhaus Rain          | Horgenbühl 127 | Edificio | 47.366748°N 9.347862°E |
| 11455    |          | Bauernhaus (Casa rurale) | Schmitten 480  | Edificio | 47.391755°N 9.338888°E |
| 11457    |          | Wirtshaus                | Sonder 249     | Edificio | 47.363334°N 9.341569°E |

### Teufen
| Num. KGS | Immagine | Nome                                                             | Indirizzo            | Tipo              | Coordinate             |
| -------- | -------- | ---------------------------------------------------------------- | -------------------- | ----------------- | ---------------------- |
| 504      |          | Bäuerliches Fabrikantenhaus                                      | Gstalden 490         | Edificio          | 47.399704°N 9.365752°E |
| 505      |          | Bauernhaus (Casa rurale)                                         | Obere Gählern 949    | Edificio          | 47.39774°N 9.405366°E  |
| 513      |          | Goldibach-Brücke                                                 | Goldibach            | Edificio          | 47.382519°N 9.394657°E |
| 516      |          | Ehemalige Mühle                                                  | Obere Lochmühle 658  | Edificio          | 47.37805°N 9.398268°E  |
| 518      |          | Reformierte Kirche                                               | Dorf 1               | Edificio          | 47.389973°N 9.387472°E |
| 11460    |          | Bauernhaus (Casa rurale)                                         | Au 1157              | Edificio          | 47.394203°N 9.35029°E  |
| 11461    |          | Wohnhaus                                                         | Hautetenstrasse 818  | Edificio          | 47.398425°N 9.348454°E |
| 11462    |          | Ehemalige Mühle                                                  | Buchenmühle 614      | Edificio          | 47.389716°N 9.403215°E |
| 11463    |          | Heidenhaus (Casa dei pagani)                                     | Egg 941              | Edificio          | 47.398507°N 9.390925°E |
| 11464    |          | Bauernhaus (Casa rurale)                                         | Egglistrasse 14      | Edificio          | 47.389961°N 9.376979°E |
| 11465    |          | Bauernhaus (Casa rurale)                                         | Farnbüel 567         | Edificio          | 47.394777°N 9.396578°E |
| 11470    |          | Bauernhaus (Casa rurale)                                         | Hintere Gstalden 853 | Edificio          | 47.400727°N 9.362092°E |
| 11471    |          | Ehemaliger Pulverturm                                            | Schönenbüel 673      | Edificio          | 47.380436°N 9.390183°E |
| 11472    |          | Bauernhaus (Casa rurale)                                         | Spiessenrüti 495     | Edificio          | 47.397748°N 9.369206°E |
| 11474    |          | Wolfsstein, neuzeitlicher Gedenkstein                            | Steineggwald         | Bene archeologico | 47.403145°N 9.42706°E  |
| 11476    |          | Bauernhaus (Casa rurale)                                         | Tobel 974            | Edificio          | 47.400464°N 9.411337°E |
| 11478    |          | Bauernhaus (Casa rurale)                                         | Wellenrüti 585       | Edificio          | 47.395933°N 9.402636°E |
| 11480    |          | Ehemalige Mühle «Pfauen»                                         | Wette 1067           | Edificio          | 47.39705°N 9.421546°E  |
| 11482    |          | Bauernhaus (Casa rurale)                                         | Zugenhaus 564        | Edificio          | 47.394826°N 9.393652°E |
| 14896    |          | Bauernhaus (Casa rurale)                                         | Gstalden 487         | Edificio          | 47.399308°N 9.365181°E |
| 14897    |          | Bauernhaus (Casa rurale)                                         | Gstalden 489         | Edificio          | 47.399702°N 9.365315°E |
| 14898    |          | Bauernhaus (Casa rurale)                                         | Gstaldenstrasse 493  | Edificio          | 47.398822°N 9.365217°E |
| 14899    |          | Bauernhaus (Casa rurale)                                         | Obere Gählern 952    | Edificio          | 47.398502°N 9.40554°E  |
| 14900    |          | Bauernhaus (Casa rurale)                                         | Spiessenrüti 498     | Edificio          | 47.396887°N 9.373322°E |
| 14901    |          | Bauernhaus (Casa rurale)                                         | Spiessenrüti 514     | Edificio          | 47.396525°N 9.374011°E |
| 14902    |          | Ehemaliges Weberhaus                                             | Wellenrüti 586       | Edificio          | 47.396081°N 9.402973°E |
| 14903    |          | Gedeckte Brücke «Rotenbrücke» (vgl. auch Schlatt-Haslen/AI)      | Rotbach              | Edificio          | 47.377817°N 9.399783°E |
| 14904    |          | Museum für Baukultur - Sammlung Grubenmann                       | Zeughausplatz 1      | Collezione        | 47.386846°N 9.394167°E |
| 14905    |          | Wohnhaus                                                         | Wellenrüti 587       | Edificio          | 47.395581°N 9.402226°E |
| 14906    |          | Zythus                                                           | Zythus 956           | Edificio          | 47.397393°N 9.405685°E |
| 16458    |          | Kloster Wonnenstein mit Konvent (nell'enclave di Schlatt-Haslen) | Wonnenstein 869      | Edificio          | 47.386577°N 9.362509°E |

### Trogen
| Num. KGS | Immagine | Nome                         | Indirizzo              | Tipo       | Coordinate             |
| -------- | -------- | ---------------------------- | ---------------------- | ---------- | ---------------------- |
| 530      |          | Bauernhaus (Casa rurale)     | Dicket 1               | Edificio   | 47.397849°N 9.482529°E |
| 531      |          | Blaues Haus                  | Untere Neuschwendi 1   | Edificio   | 47.404074°N 9.469847°E |
| 538      |          | Ehemalige Bleiche            | Bleiche 1              | Edificio   | 47.408233°N 9.471768°E |
| 542      |          | Heidenhaus (Casa dei pagani) | Ratholz 4              | Edificio   | 47.398289°N 9.493729°E |
| 11397    |          | Bauernhaus (Casa rurale)     | Schwendi 2             | Edificio   | 47.407091°N 9.484474°E |
| 11398    |          | Heidenhaus (Casa dei pagani) | Äusserer Unterstadel 1 | Edificio   | 47.402997°N 9.480924°E |
| 11484    |          | Heidenhaus (Casa dei pagani) | Langenhus 1            | Edificio   | 47.393768°N 9.476198°E |
| 14907    |          | Bauernhaus (Casa rurale)     | Dicket 5               | Edificio   | 47.398791°N 9.486235°E |
| 14908    |          | Wohnhaus                     | Bach 11                | Edificio   | 47.403909°N 9.491892°E |
| 14909    |          | Wohnheim                     | Wäldlerstrasse 4       | Edificio   | 47.407573°N 9.465805°E |
| 16655    |          | Holzpalast Sturzenegger      | Schopfacker 1          | Edificio   | 47.409112°N 9.465771°E |
| 16656    |          | Honnerlagscher Doppelpalast  | Nideren 2, 4           | Edificio   | 47.409752°N 9.462615°E |
| 16663    |          | Schützenmuseum               | Landsgemeinplatz 5     | Collezione | 47.408126°N 9.465031°E |

### Urnäsch
| Num. KGS | Immagine | Nome                         | Indirizzo           | Tipo     | Coordinate             |
| -------- | -------- | ---------------------------- | ------------------- | -------- | ---------------------- |
| 549      |          | Bauernhaus (Casa rurale)     | Rain 632            | Edificio | 47.309043°N 9.270701°E |
| 550      |          | Bauernhaus (Casa rurale)     | Eggrüti 674         | Edificio | 47.31083°N 9.258367°E  |
| 11399    |          | Weberhöckli                  | Unterdorfstrasse 60 | Edificio | 47.310287°N 9.277887°E |
| 11400    |          | Tätschdachhaus               | Dürrenbach 366      | Edificio | 47.299646°N 9.27662°E  |
| 11491    |          | Bauernhaus (Casa rurale)     | Ebni 696            | Edificio | 47.311626°N 9.246092°E |
| 11492    |          | Bauernhaus (Casa rurale)     | Hinterfür 980       | Edificio | 47.330828°N 9.278939°E |
| 11493    |          | Bauernhaus (Casa rurale)     | Letz 731            | Edificio | 47.306164°N 9.230008°E |
| 11494    |          | Bauernhaus (Casa rurale)     | Ruppen 477          | Edificio | 47.302655°N 9.270693°E |
| 11495    |          | Bauernhaus (Casa rurale)     | Schafhölzli 520     | Edificio | 47.308673°N 9.262235°E |
| 11496    |          | Heidenhaus (Casa dei pagani) | Schwaderau 469      | Edificio | 47.301944°N 9.271237°E |
| 11498    |          | Wohnhaus                     | Untere Egg 521      | Edificio | 47.306591°N 9.263064°E |
| 11499    |          | Bauernhaus (Casa rurale)     | Rossweid 978        | Edificio | 47.33154°N 9.282219°E  |
| 14910    |          | Gasthaus Rossfall            | Rossfall 424        | Edificio | 47.279335°N 9.279742°E |

### Wald
| Num. KGS | Immagine | Nome                         | Indirizzo       | Tipo     | Coordinate             |
| -------- | -------- | ---------------------------- | --------------- | -------- | ---------------------- |
| 553      |          | Bauernhaus (Casa rurale)     | Falkenhorst 160 | Edificio | 47.412079°N 9.507516°E |
| 558      |          | Reformierte Kirche           | Dorf 359.1      | Edificio | 47.415399°N 9.488863°E |
| 11503    |          | Heidenhaus (Casa dei pagani) | Hofgut 222      | Edificio | 47.4057°N 9.505996°E   |
| 11504    |          | Bauernhaus (Casa rurale)     | Nageldach 53    | Edificio | 47.414587°N 9.481872°E |
| 11505    |          | Bauernhaus (Casa rurale)     | Rechberg 69     | Edificio | 47.415738°N 9.480883°E |
| 11506    |          | Bäuerliches Fabrikantenhaus  | Schachen 244    | Edificio | 47.408268°N 9.494685°E |
| 14911    |          | Bauernhaus (Casa rurale)     | Falkenhorst 162 | Edificio | 47.41173°N 9.507397°E  |
| 14912    |          | Bauernhaus (Casa rurale)     | Wannen 241      | Edificio | 47.40823°N 9.49634°E   |
| 14913    |          | Steinbogenbrücke             | Hofgut          | Edificio | 47.407955°N 9.503658°E |

### Waldstatt
| Num. KGS | Immagine | Nome                     | Indirizzo           | Tipo     | Coordinate             |
| -------- | -------- | ------------------------ | ------------------- | -------- | ---------------------- |
| 560      |          | Bauernhaus (Casa rurale) | Rüti 1              | Edificio | 47.352915°N 9.281171°E |
| 563      |          | Bauernhaus (Casa rurale) | Oberwaldstatt 7     | Edificio | 47.347546°N 9.280509°E |
| 565      |          | Reformierte Kirche       | Dorfstrasse 27      | Edificio | 47.356576°N 9.283469°E |
| 566      |          | Bauernhaus (Casa rurale) | Urnäscherstrasse 90 | Edificio | 47.350277°N 9.304803°E |
| 11508    |          | Bauernhaus (Casa rurale) | Brunnhalden 27      | Edificio | 47.35877°N 9.284154°E  |
| 11509    |          | Bauernhaus (Casa rurale) | Tätschenberg 1      | Edificio | 47.366042°N 9.289041°E |
| 14914    |          | Bauernhaus (Casa rurale) | Brunnhalden 25      | Edificio | 47.358441°N 9.282766°E |
| 14915    |          | Bauernhaus (Casa rurale) | Oberwaldstatt 6     | Edificio | 47.347678°N 9.279547°E |
| 14916    |          | Bauernhaus (Casa rurale) | Urnäscherstrasse 80 | Edificio | 47.352534°N 9.278537°E |

### Walzenhausen
| Num. KGS | Immagine | Nome                                | Indirizzo          | Tipo     | Coordinate             |
| -------- | -------- | ----------------------------------- | ------------------ | -------- | ---------------------- |
| 568      |          | Bauernhaus (Casa rurale)            | Ledi 643           | Edificio | 47.447218°N 9.594896°E |
| 569      |          | Reformierte Kirche                  | Dorf 111           | Edificio | 47.45083°N 9.604792°E  |
| 570      |          | Doppelbauernhaus                    | Leuchen 426, 427   | Edificio | 47.44236°N 9.630256°E  |
| 11510    |          | Ferggerhaus                         | Almendsberg 580    | Edificio | 47.453147°N 9.595415°E |
| 11511    |          | Ehemaliger Rebbauernhof             | Almendsberg 585    | Edificio | 47.454204°N 9.595139°E |
| 11513    |          | Bauernhaus (Casa rurale)            | Fromsenrüti 780    | Edificio | 47.443511°N 9.578923°E |
| 11514    |          | Bäuerliches Fabrikantenhaus         | Gebert 842         | Edificio | 47.438841°N 9.594901°E |
| 11516    |          | Doppelwohnhaus                      | Grusegg (319), 320 | Edificio | 47.442393°N 9.604661°E |
| 11517    |          | Bauernhaus (Casa rurale)            | Held 787           | Edificio | 47.44127°N 9.579417°E  |
| 11519    |          | Bauernhaus (Casa rurale) mit Torkel | Leuchen 448, (450) | Edificio | 47.442666°N 9.624566°E |
| 11520    |          | Doppelbauernhaus                    | Rüti 684, 685      | Edificio | 47.443255°N 9.591274°E |
| 11521    |          | Ehemalige Mühle                     | Sägentobel 551     | Edificio | 47.461631°N 9.596847°E |
| 11522    |          | Heidenhaus (Casa dei pagani)        | Sattel 712         | Edificio | 47.447014°N 9.588959°E |
| 11523    |          | Bauernhaus (Casa rurale)            | Schurtanne 829     | Edificio | 47.439°N 9.591672°E    |
| 11524    |          | Wohnhaus                            | Schutz 633         | Edificio | 47.457009°N 9.59382°E  |
| 14917    |          | Bauernhaus (Casa rurale)            | Fuchsloch 525      | Edificio | 47.449499°N 9.610004°E |
| 14918    |          | Bauernhaus (Casa rurale)            | Leuchen 422        | Edificio | 47.442131°N 9.628602°E |
| 14919    |          | Bauernhaus (Casa rurale)            | Leuchen 429        | Edificio | 47.442422°N 9.629847°E |
| 14921    |          | Bauernhaus (Casa rurale)            | Schurtanne 831     | Edificio | 47.438172°N 9.591241°E |
| 14922    |          | Ehemalige Mühle                     | Ledi 645           | Edificio | 47.447404°N 9.595514°E |
| 14923    |          | Ehemalige Zwirnerei                 | Lachen 741         | Edificio | 47.442019°N 9.586131°E |
| 14924    |          | Kloster-Gebäude                     | Platz 249          | Edificio | 47.443114°N 9.612263°E |

### Wolfhalden
| Num. KGS | Immagine | Nome                     | Indirizzo                            | Tipo       | Coordinate             |
| -------- | -------- | ------------------------ | ------------------------------------ | ---------- | ---------------------- |
| 576      |          | Reformierte Kirche       | Dorf 1                               | Edificio   | 47.454061°N 9.550761°E |
| 11526    |          | Ehemalige Bodenmühle     | Hinterlochen 340                     | Edificio   | 47.463938°N 9.552335°E |
| 11527    |          | Bauernhaus (Casa rurale) | Hinterbühle 527                      | Edificio   | 47.456002°N 9.569543°E |
| 11531    |          | Bauernhaus (Casa rurale) | Luchten 93                           | Edificio   | 47.450055°N 9.544965°E |
| 11532    |          | Bauernhaus (Casa rurale) | Schwendi 248                         | Edificio   | 47.455224°N 9.544679°E |
| 11536    |          | Weberhaus                | Vorderhasli 297                      | Edificio   | 47.461011°N 9.556915°E |
| 14925    |          | Bauernhaus (Casa rurale) | Schwendi 249                         | Edificio   | 47.455455°N 9.544887°E |
| 14926    |          | Bauernhaus (Casa rurale) | Unterwolfhalden 279                  | Edificio   | 47.457931°N 9.553661°E |
| 14927    |          | Doppelbauernhaus         | Hinterergeten 139                    | Edificio   | 47.444006°N 9.539699°E |
| 14928    |          | Museum Wolfhalden        | Kronenstrasse 714 / Dorfstrasse 61.1 | Collezione | 47.453341°N 9.552245°E |
| 14929    |          | Weberhaus                | Vorderhasli 298                      | Edificio   | 47.461154°N 9.556973°E |